# 2 in a Room
2 in a Room est un groupe de musique américain mélangeant hip-hop, freestyle et house constitué du rappeur Rafael « Dose » Vargas (également membre du duo 740 Boyz) et du producteur/remixeur Roger « Rog Nice » Pauletta, plus tard remplacé par Edwin « Floodlight » Ovalles après 1990.
Ils sont surtout connus pour leur tube Wiggle It sorti en 1990. Ils ont par la suite changé leur nom pour Fulanito en orientant leur style de musique vers le merengue.

## Discographie

### Singles
- 1989 : Do What You Want
- 1990 : She's Got Me Going Crazy
- 1990 : Wiggle It
- 1990 : Take Me Away
- 1994 : El Trago (The Drink)
- 1995 : Ahora! (Now!)
- 1995 : Carnival
- 1995 : Giddy Up
- 1996 : Get Up And Move

### Albums
- 1989 : The Album Vol. 1
- 1995 : World Party